# 1870 en architecture
| Années de l'architecture : 1867 - 1868 - 1869 - 1870 - 1871 - 1872 - 1873    |
| Décennies de l'architecture : 1840 - 1850 - 1860 - 1870 - 1880 - 1890 - 1900 |

Cet article présente les faits marquants de l'année 1870 en architecture.

## Réalisations
- Construction de l'université de Glasgow dessinée par George Gilbert Scott.
- Construction de l'hôtel de ville de Melbourne.
- A. J. Dittenhofer Warehouse, immeuble en fonte (cast-iron building) de Thomas R. Jackson, Manhattan, New York.
- Château d'eau de l'Eixample, sur les plans de l'architecte Josep Oriol Mestres et de l'ingénieur Antoni Darder, pour fournir de l'eau potable aux premiers bâtiments du nouveau quartier de l'Eixample à Barcelone.

## Événements
- 5 janvier : le baron Georges Eugène Haussmann est destitué de ses fonctions quelques mois avant la chute de Napoléon III.

## Récompenses
- Royal Gold Medal : Benjamin Ferrey.
- Prix de Rome : Albert-Félix-Théophile Thomas.

## Naissances
- 17 avril : Max Berg († 22 janvier 1947).
- 17 juillet : Max Sainsaulieu († 21 février 1953).
- 10 décembre : Adolf Loos († 23 août 1933).
- 15 décembre : Josef Hoffmann († 7 mai 1956).
- Georges Gromort († 20 février 1961).

## Décès
- Philip Hardwick (° 1792).
- Ignatius Bonomi (° 1787).
- 15 février : William Burn (° 20 décembre 1789).
- 15 octobre : Louis Dupasquier (° 4 décembre 1800).